# Gereformeerde Kerken onder het Kruis
De Gereformeerde Kerken onder het kruis waren gereformeerde kerken die ontstonden uit de Afscheiding van 1834. Ze onderscheidden zich van de Christelijke Afgescheiden Gemeenten doordat ze geen concessies wilden doen aan de overheid.

## Geschiedenis
De Afscheiding ontstond als reactie op koning Willem I, die zijn greep op de kerk wilde versterken, door in 1816 bij Koninklijk Besluit een nieuw reglement in te voeren in de toenmalige Nederduits Gereformeerde Kerk. Het reglement moest de Dordtse Kerkorde uit 1618 vervangen. Tegelijk was er veel kritiek op de verwatering van de leer in de Nederlandse Hervormde Kerk. Velen kwamen hierdoor in verzet en met de Afscheiding begonnen dezen hun eigen kerk, die in zich in eerste instantie Gereformeerde Kerk noemde, maar zich al spoedig opsplitste in de Christelijke Afgescheiden Gemeenten en de "Gereformeerde Kerken onder het kruis".
De reden voor de splitsing was dat door de overheid de kerk werd vervolgd, omdat zij de naam Gereformeerde Kerk gebruikte, een naam die volgens de overheid inging tegen het reglement van 1816, waarin de oude Gereformeerde Kerk de naam Nederlandse Hervormde Kerk had gekregen. Sommigen vonden de naam niet belangrijk genoeg om er vervolging voor te ondergaan, en werden de "Christelijke Afgescheiden Gemeenten", anderen vonden dat zij principieel de voortzetting waren van de oude Gereformeerde Kerk, en kozen de naam "Gereformeerde Kerken onder het kruis", hierbij voor lief nemend dat dan de vervolging zou blijven. De toevoeging 'onder het kruis' verwijst naar deze vervolging.
Nadat in 1840 koning Willem I was afgetreden, werd de vervolging minder, en na een nieuwe grondwetswijziging in 1848 stopte de vervolging geheel.
Hierna kwam het in 1869 weer tot een hereniging onder de naam van Christelijke Gereformeerde Kerk. Enkele gemeenten (in beginsel de gemeenten te Enkhuizen, Lisse en Tricht) bleven zelfstandig en vormden met een deel van de Ledeboeriaanse Gemeenten, later de Gereformeerde Gemeenten.